# Oczekiwanie (film)
Oczekiwanie – polski film kombinowany (łączący grę aktorską z elementami animacji) z 1962 roku w reżyserii Witolda Giersza i Ludwika Perskiego.

## Treść
Akcja filmu rozgrywa się przy stoliku kawiarni, gdzie oczekujący mężczyzna zabija czas, składając z papierowych serwetek miniaturowe figurki. Tworzy postacie dam w balowych sukniach, mężczyzn ubranych we fraki oraz łabędzie. Lśniąca powierzchnia stolika staje się sceną dla rozgrywających się wydarzeń – balu i pojedynku o względy damy.

## Nagrody
| Rok  | Festiwal/instytucja                         | Nagroda                                                     | Wynik   |
| ---- | ------------------------------------------- | ----------------------------------------------------------- | ------- |
| 1962 | Festiwal Filmowy w Cannes                   | Nagroda Specjalna Jury w konkursie filmów krótkometrażowych | Wygrana |
| 1962 | Kongres UNIATEC w Moskwie                   | II Nagroda                                                  | Wygrana |
| 1962 | Międzynarodowy Festiwal Filmowy w Edynburgu | Dyplom Honorowy                                             | Wygrana |